# Resultados do Carnaval do Rio de Janeiro em 1986
Nesta página estão listados os resultados dos concursos de escolas de samba, blocos de empolgação, blocos de enredo, coretos, frevos carnavalescos, ranchos carnavalescos e sociedades carnavalescas do carnaval do Rio de Janeiro do ano de 1986. Os desfiles foram realizados entre os dias 7 e 15 de fevereiro de 1986.
Estação Primeira de Mangueira foi a campeã do Grupo 1-A, conquistando seu décimo quinto título de campeã do carnaval com um desfile em homenagem ao cantor e compositor Dorival Caymmi. O enredo "Caymmi Mostra ao Mundo o que a Bahia e a Mangueira Têm" foi desenvolvido pelo carnavalesco Júlio Mattos, que conquistou seu quarto título na elite do carnaval. Beija-Flor foi a vice-campeã com um desfile sobre o futebol. A escola de Nilópolis desfilou sob forte chuva, num dos momentos mais marcantes da história do carnaval carioca. Com um polêmico desfile sobre a luxúria, a Unidos da Tijuca foi rebaixada para a segunda divisão. Diversos desfiles fizeram menção à Nova República e ao fim da Ditadura Militar no Brasil.
Unidos do Jacarezinho foi a campeã do Grupo 1-B, sendo promovida à primeira divisão junto com a vice-campeã, São Clemente. A Tradição venceu o Grupo 2-A, conquistando seu segundo título em dois anos de existência. Império do Marangá ganhou o Grupo 2-A, que teve desfiles de três escolas de outros municípios, especialmente convidadas pela Riotur: Leão de Nova Iguaçu; e Cubango e Viradouro, de Niterói.
Alegria da Capelinha, Sineta do Engenho Novo, Mocidade Unida de Marechal Hermes, Unidos de Botafogo, e Mocidade da Pavuna venceram os grupos dos blocos de empolgação. Alegria de Copacabana, Unidos do Cantagalo, Império da Gávea, Corações Unidos da Vila Laíz, Unidos da Pedra de Guaratiba, Cem de Nilópolis, Unidos da Fronteira, Unidos da Rocinha, União da Ilha de Guaratiba, Unidos da Vila Jardim, e Alegria das Crianças foram os campeões dos grupos de blocos de enredo. Bola de Ouro ganhou a disputa de frevos. Aliados de Quintino e Azulões da Torre venceram os grupos de ranchos. Diplomatas da Tiradentes foi campeão do concurso das grandes sociedades. No concurso de coretos, venceu o da Rua Coronel Tamarindo, de Guilherme da Silveira.

## Escolas de samba

### Grupo 1-A
O desfile do Grupo 1-A (primeira divisão) foi organizado pela Liga Independente das Escolas de Samba do Rio de Janeiro e realizado no Sambódromo da Marquês de Sapucaí, a partir das 20 horas e 30 minutos dos dias 9 e 10 de fevereiro de 1986. Pela primeira vez foi estipulado um tempo mínimo de desfile, no caso, 75 minutos. O tempo máximo foi limitado em 90 minutos. A Praça da Apoteose, lugar originalmente criado para as escolas evoluírem após o desfile, foi preenchida com cadeiras, tornando o desfile totalmente linear.
Ordem dos desfiles
A primeira noite de desfiles foi aberta pela campeã do Grupo 1-B do ano anterior, Unidos da Ponte. A segunda noite de desfiles foi aberta pela vice-campeã do Grupo 1-B do ano anterior, Unidos da Tijuca.
| Domingo (09/02/1986) | Segunda-feira (10/02/1986) |

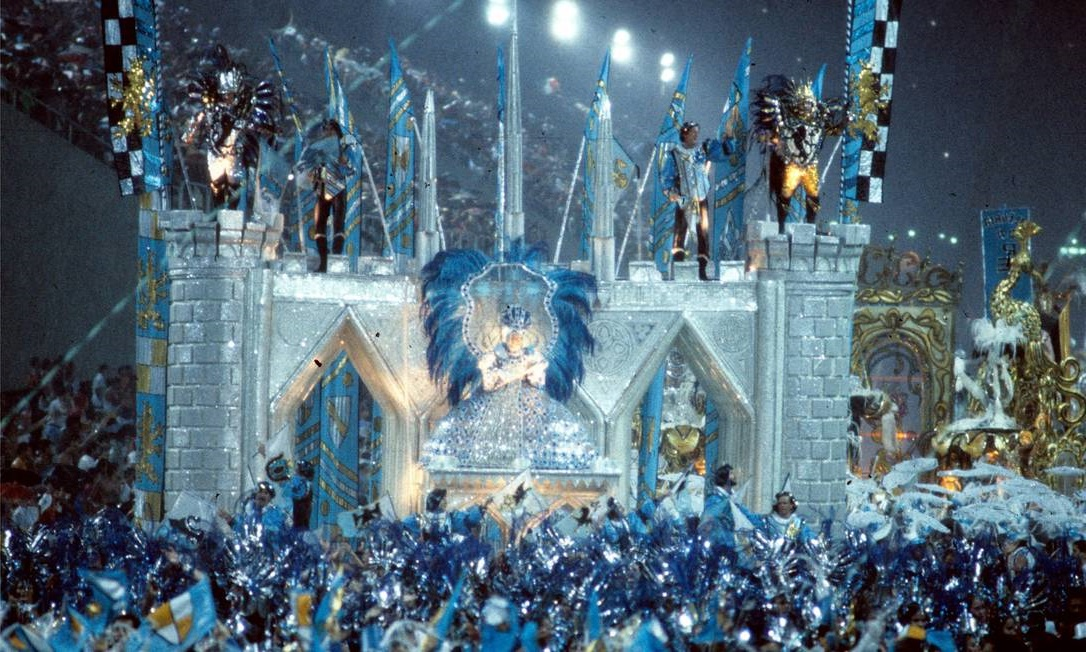
Desfile da Beija Flor de Nilópolis em 1986, a escola foi vice-campeã do Grupo Especial.

| 1. Unidos da Ponte 2. Estácio de Sá 3. Mocidade Independente de Padre Miguel 4. Império Serrano 5. Unidos de Vila Isabel 6. Caprichosos de Pilares 7. Portela | 1. Unidos da Tijuca 2. Beija-Flor 3. União da Ilha do Governador 4. Império da Tijuca 5. Estação Primeira de Mangueira 6. Acadêmicos do Salgueiro 7. Unidos do Cabuçu 8. Imperatriz Leopoldinense |

Quesitos e julgadores
As escolas foram avaliadas em dez quesitos com notas de cinco a dez. Foi permitido que os julgadores pudessem repousar em casa após a primeira noite, diferente do ano anterior, em que eles ficaram confinados em um hotel até a segunda noite de apresentações. Também diferente dos anos anteriores, foi permitido que os julgadores transitassem pela pista de desfile e conversassem entre si.
| Quesitos | Quesitos                     | Julgador 1          | Julgador 2           |
| -------- | ---------------------------- | ------------------- | -------------------- |
|          | Bateria                      | Sócrates            | Sérgio Ricardo       |
|          | Samba-Enredo                 | Iara Vargas         | Caribé da Rocha      |
|          | Harmonia                     | Milton Gonçalves    | Edialeda Nascimento  |
|          | Evolução                     | Leon Hirszman       | Maria Luíza Libranti |
|          | Conjunto                     | Paulo Casé          | Fernando Bicudo      |
|          | Enredo                       | Alan Caruso         | Alberto Chaves       |
|          | Fantasias                    | Fernanda Colagrossi | Maria Helena Guinle  |
|          | Comissão de Frente           | Ângela Gutierrez    | Frederico de Moraes  |
|          | Mestre-Sala e Porta-Bandeira | Bertha Rosanova     | Lélia Gonzalez       |
|          | Alegorias e Adereços         | Adriano de Aquino   | Tereza Gugerlian     |

#### Classificação
Estação Primeira de Mangueira foi a campeã, conquistando seu décimo quinto título no carnaval do Rio de Janeiro. O campeonato anterior da escola foi conquistado dois anos antes, em 1984, quando também foi supercampeã. Quinta escola a desfilar na segunda noite, a Mangueira homenageou o cantor e compositor baiano Dorival Caymmi. O enredo "Caymmi Mostra ao Mundo o que a Bahia e a Mangueira Têm" foi desenvolvido pelo carnavalesco Júlio Mattos, que conquistou seu quarto título na elite do carnaval. Um dos destaques do desfile foi o samba-enredo composto por Lula, Paulinho e Ivo Meirelles. Contrariando recomendações médicas, Caymmi participou da apresentação, desfilando em uma das alegorias da escola. A Mangueira recebeu apenas uma nota diferente de dez (nota nove em Alegorias e Adereços).
Assim como no ano anterior, a Beija-Flor ficou com o vice-campeonato. Tendo como tema de enredo o futebol, a escola de Nilópolis realizou uma apresentação histórica, desfilando debaixo de forte chuva. Durante o desfile, o Sambódromo inundou e os componentes da agremiação desfilaram com água batendo na altura das canelas. Terceiro colocado, o Império Serrano realizou um desfile sobre os pedidos da população para o período pós-ditadura militar. Portela ficou em quarto lugar com uma apresentação sobre os sonhos impossíveis de se realizar e sobre os pesadelos. Com um desfile sobre medos e assombrações, a União da Ilha do Governador se classificou em quinto lugar. Acadêmicos do Salgueiro foi a sexta colocada com uma homenagem ao carnavalesco Fernando Pamplona. Campeã do ano anterior, a Mocidade Independente de Padre Miguel obteve o sétimo lugar com um desfile sobre mandingas, bruxarias e afins. Imperatriz Leopoldinense ficou em oitavo lugar com uma apresentação sobre a esperança dos brasileiros frente a Nova República. Com um desfile crítico sobre a americanização da cultura brasileira, a Caprichosos de Pilares se classificou em nono lugar. Estácio de Sá foi a décima colocada prestando uma homenagem ao ator Grande Otelo. O homenageado desfilou na última alegoria da escola. Décima primeira colocada, a Unidos de Vila Isabel realizou um desfile sobre os países citados em marchinhas de carnaval. Império da Tijuca ficou em décimo segundo lugar com uma homenagem ao seu bairro de origem, a Tijuca. Unidos do Cabuçu foi a décima terceira colocada desfilando um enredo em que a história do Brasil era contada de forma totalmente errada, inspirada nas sátiras de Stanislaw Ponte Preta, pseudônimo do jornalista Sérgio Porto, morto em 1968. Penúltima colocada, a campeã do Grupo 1-B no ano anterior, Unidos da Ponte, retornou à primeira divisão com uma apresentação em homenagem ao cantor Herivelto Martins, que desfilou no carro abre-alas da escola. De volta ao Grupo 1-A após conquistar o vice-campeonato do Grupo 1-B no ano anterior, a Unidos da Tijuca foi rebaixada de volta para a segunda divisão após se classificar em último lugar. A escola apresentou um polêmico enredo sobre a influência da luxúria sobre os demais pecados capitais.
| Legenda: Desfile dos Campeões Rebaixada para o Grupo 1-B |

| Col. | Escola                                | Enredo                                                                                  | Carnavalesco(a)                            | Pontos |
| ---- | ------------------------------------- | --------------------------------------------------------------------------------------- | ------------------------------------------ | ------ |
| 1    | Estação Primeira de Mangueira         | Caymmi Mostra ao Mundo o que a Bahia e a Mangueira Têm                                  | Júlio Mattos                               | 214    |
| 2    | Beija-Flor                            | O Mundo É Uma Bola                                                                      | Joãosinho Trinta                           | 211    |
| 3    | Império Serrano                       | Eu Quero                                                                                | Renato Lage e Lilian Rabello               | 209    |
| 4    | Portela                               | Morfeu no Carnaval, a Utopia Brasileira                                                 | Alexandre Louzada                          | 207    |
| 5    | União da Ilha do Governador           | Assombrações                                                                            | Arlindo Rodrigues                          | 205    |
| 6    | Acadêmicos do Salgueiro               | Tem que se Tirar da Cabeça Aquilo que não se Tem no Bolso - Tributo a Fernando Pamplona | Ney Ayan, Mário Monteiro e Yarema Ostrower | 204    |
| 7    | Mocidade Independente de Padre Miguel | Bruxarias e Histórias do Arco da Velha                                                  | Edmundo Braga e Paulino Espírito Santo     | 201    |
| 8    | Imperatriz Leopoldinense              | Um Jeito pra Ninguém Botar Defeito                                                      | Fernando Alvarez                           | 197    |
| 9    | Caprichosos de Pilares                | Brazil com Z não Seremos Jamais, ou Seremos?                                            | Luiz Fernando Reis                         | 192    |
| 10   | Estácio de Sá                         | Prata da Noite - Homenagem a Grande Otelo                                               | Oswaldo Jardim                             | 187    |
| 11   | Unidos de Vila Isabel                 | De Alegria Cantei, de Alegria Pulei, de Três em Três, pelo Mundo Rodei                  | Max Lopes                                  | 186    |
| 12   | Império da Tijuca                     | Tijuca, Cantos, Recantos e Encantos                                                     | José Félix                                 | 176    |
| 13   | Unidos do Cabuçu                      | Deu a Louca na História! E Agora, Stanislaw, como É que Fica?                           | Ilvamar Magalhães                          | 172    |
| 14   | Unidos da Ponte                       | Herivelto Martins, Tá na Hora do Samba que Fala Mais Alto, que Fala Primeiro            | Orlando Pereira e Milton Siqueira          | 170    |
| 15   | Unidos da Tijuca                      | Cama, Mesa e Banho de Gato                                                              | Wani Araújo                                | 169    |

### Grupo 1-B
O desfile do Grupo 1-B (segunda divisão) foi organizado pela Associação das Escolas de Samba da Cidade do Rio de Janeiro e realizado a partir das 20 horas e 30 minutos da terça-feira, dia 11 de fevereiro de 1986, no Sambódromo da Marquês de Sapucaí.
| Ordem dos desfiles |
| 1. União de Jacarepaguá 2. Independentes de Cordovil 3. Arranco 4. São Clemente 5. Acadêmicos do Engenho da Rainha 6. Acadêmicos de Santa Cruz 7. Em Cima da Hora 8. Unidos do Jacarezinho 9. Unidos de Lucas |

Quesitos e julgadores

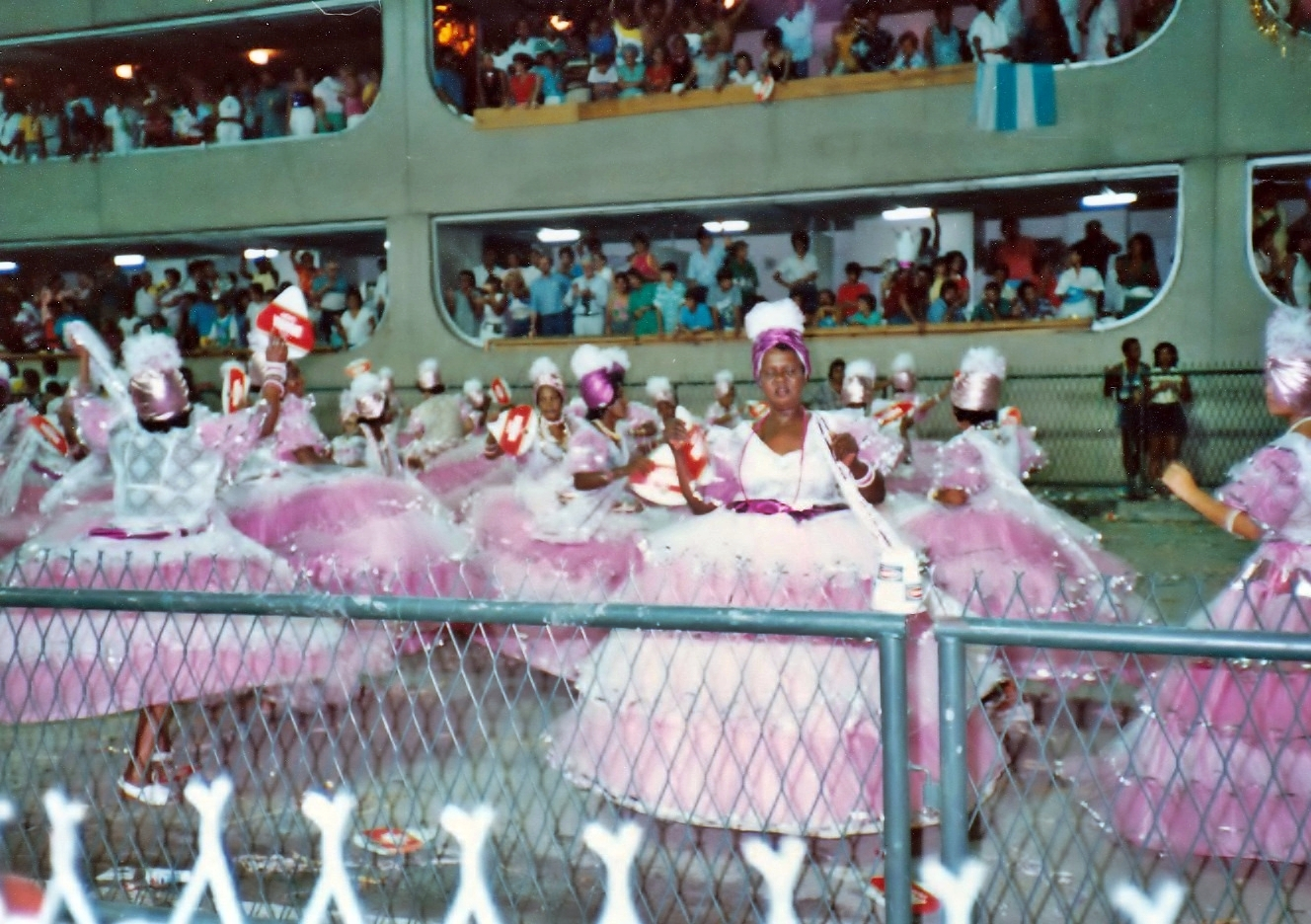
Baianas da Unidos do Jacarezinho no desfile de 1986. Escola foi a campeã do Grupo 1-B.

As escolas foram avaliadas em dez quesitos.
| Quesitos | Quesitos                     | Julgadores          | Julgadores        |
| -------- | ---------------------------- | ------------------- | ----------------- |
|          | Bateria                      | João de Aquino      | Telma Costa       |
|          | Samba-Enredo                 | Aluísio Alves       | Fernando Py       |
|          | Harmonia                     | Celestino Veríssimo | Rubem Confetti    |
|          | Evolução                     | Joel Rufino         | Sebastiana Arruda |
|          | Conjunto                     | Helena Teodoro      | Otoniel Serra     |
|          | Enredo                       | Jorge de Assis      | Neuza Fernandes   |
|          | Fantasias                    | Bisa Viana          | Ferdy Carneiro    |
|          | Comissão de Frente           | Januário Garcia     | Zózimo Bulbul     |
|          | Mestre-Sala e Porta-Bandeira | Irene Orazen        | Isaura de Assis   |
|          | Alegorias e Adereços         | Heli Celano         | Wagner de Morais  |

#### Classificação
Unidos do Jacarezinho foi a campeã, garantindo seu retorno à primeira divisão, de onde estava afastada desde 1973. A escola realizou uma homenagem ao compositor Candeia, morto em 1978. Vice-campeã, a São Clemente também garantiu seu retorno ao Grupo 1-A, de onde foi rebaixada no ano anterior.
| Legenda: Promovidas ao Grupo 1-A / Desfile dos Campeões Rebaixadas para o Grupo 2-B |

| Col. | Escola                          | Enredo                                           | Carnavalesco(a)                   | Pontos |
| ---- | ------------------------------- | ------------------------------------------------ | --------------------------------- | ------ |
| 1    | Unidos do Jacarezinho           | Candeia, Luz de Inspiração                       | Flávio Tavares                    | 204    |
| 2    | São Clemente                    | Pouca Saúde, Muita Saúva, os Males do Brasil São | Carlinhos Andrade e Roberto Costa | 198    |
| 3    | Independentes de Cordovil       | Quem não Discute, Tem que Engolir                | Paulo César Gonçalves             | 188    |
| 4    | Acadêmicos do Engenho da Rainha | Ganga Zumba, Raiz da Liberdade                   | Elson Mendes                      | 187    |
| 5    | Em Cima da Hora                 | Terra Brasilis                                   | Sérgio Garcia e Amarildo Lopes    | 187    |
| 6    | Arranco                         | Sai Mais Uma                                     | Antônio Sérgio                    | 186    |
| 7    | Unidos de Lucas                 | No Ano da Copa, Bota no Meio                     | Luiz Orlando                      | 184    |
| 8    | Acadêmicos de Santa Cruz        | E Você, o que É que Dá?                          | Gil Ricon                         | 182    |
| 9    | União de Jacarepaguá            | No Cheiro, no Trago, no Mastigo ou de Baforada   | Jorge Laureano (Chocolate)        | 157    |

### Grupo 2-A
O desfile do Grupo 2-A (terceira divisão) foi organizado pela AESCRJ e realizado a partir das 20 horas do domingo, dia 9 de fevereiro de 1986, na Avenida Rio Branco.
| Ordem dos desfiles |
| 1. União de Rocha Miranda 2. Tradição 3. Unidos de Padre Miguel 4. Lins Imperial 5. Unidos de Manguinhos 6. Unidos da Vila Santa Tereza 7. Arrastão de Cascadura 8. Unidos de Bangu 9. União de Vaz Lobo 10. Tupy de Brás de Pina 11. Foliões de Botafogo 12. Paraíso do Tuiuti |

Quesitos e julgadores
As escolas foram avaliadas em dez quesitos.
| Quesitos | Quesitos                     | Julgadores             | Julgadores                   |
| -------- | ---------------------------- | ---------------------- | ---------------------------- |
|          | Bateria                      | Leonardo Sá            | Marco Antônio Lavigne        |
|          | Samba-Enredo                 | Joacyr Santana         | Maria Lucila da Silva Telles |
|          | Harmonia                     | Amaury Pereira         | Carlos Alberto Medeiros      |
|          | Evolução                     | Maria Helena Arruda    | Yedo Ferreira                |
|          | Conjunto                     | Filomena Rêgo          | Pérsio Gomyde Brasil         |
|          | Enredo                       | José Luiz Werneck      | Paulo Roberto dos Santos     |
|          | Fantasias                    | João Ricardo Serran    | José da Paixão               |
|          | Comissão de Frente           | Nair Monteiro          | Roberto Mendes               |
|          | Mestre-Sala e Porta-Bandeira | Procópio Mariano       | Sônia Vieira                 |
|          | Alegorias e Adereços         | Eduardo Pereira Mendes | Regina Timbó                 |

#### Classificação
Em seu segundo ano de existência, a Tradição conquistou seu segundo título nos grupos de acesso, vencendo o campeonato do Grupo 2-A. No ano anterior, a escola venceu o Grupo 2-B. A Tradição realizou um desfile sobre a trajetória percorrida por escravos da África até o Brasil. Vice-campeã, a Lins Imperial também foi promovida à segunda divisão, de onde foi rebaixada no ano anterior.
| Legenda: Promovidas ao Grupo 1-B Rebaixadas para o Grupo 2-B * Sem informação disponível |

| Col. | Escola                      | Enredo                                                               | Carnavalesco(a)                                                                                        | Pontos |
| ---- | --------------------------- | -------------------------------------------------------------------- | --- | ------ |
| 1    | Tradição                    | Rei Senhor, Rei Zumbi, Rei Nagô                                      | Edmundo Braga, Lícia Lacerda, Maria Augusta, Paulino Espírito Santo, Rosa Magalhães e Viriato Ferreira | 207    |
| 2    | Lins Imperial               | Por Um Lugar ao Sol                                                  | Celino Dias, Jerônimo Guimarães e Geraldo Luiz                                                         | 197    |
| 3    | Arrastão de Cascadura       | Mano Décio da Viola, Apoteose do Samba                               | Joãozinho de Deus                                                                                      | 196    |
| 4    | Paraíso do Tuiuti           | A Neta de Chiquita Bacana                                            | Billy Acioli                                                                                           | 196    |
| 5    | Tupy de Brás de Pina        | Cobiças e Lendas da Amazônia                                         | Jairo de Souza                                                                                         | 194    |
| 6    | União de Vaz Lobo           | A Festa do Castelo de Xangô                                          | Jorge Bithencourt                                                                                      | 184    |
| 7    | Unidos da Vila Santa Tereza | Tá nas Praças                                                        | Adolfo Sodré                                                                                           | 175    |
| 8    | Unidos de Padre Miguel      | E aí o Homem Entrou na Guerra com a Natureza                         | Valdir Madureira                                                                                       | 170    |
| 9    | Unidos de Bangu             | A Procissão dos Navegantes                                           | Lacerda e José Eugênio                                                                                 | 167    |
| 10   | União de Rocha Miranda      | As Festas                                                            | Wilson Miranda                                                                                         | 166    |
| 11   | Unidos de Manguinhos        | Uma Viagem Maravilhosa no Balão Mágico ao Mundo Encantado da Criança | * | 161    |
| 12   | Foliões de Botafogo         | Brasil, Um Sonho Maior                                               | * | 151    |

### Grupo 2-B
O desfile do Grupo 2-B (quarta divisão) foi organizado pela AESCRJ e realizado a partir das 20 horas da segunda-feira, dia 10 de fevereiro de 1986, na Avenida Rio Branco. A Riotur convidou as escolas Acadêmicos do Cubango, Leão de Nova Iguaçu e Unidos do Viradouro para desfilar sem concorrer com as demais.
| Ordem dos desfiles |
| 1. Acadêmicos do Cubango (hors concours) 2. Leão de Nova Iguaçu (hors concours) 3. Unidos do Viradouro (hors concours) 4. Unidos da Zona Sul 5. Acadêmicos do Cachambi 6. Mocidade Unida de Jacarepaguá 7. Sereno de Campo Grande 8. Unidos de Cosmos 9. Unidos de Nilópolis 10. Unidos do Uraiti 11. Império do Marangá 12. Grande Rio |

Quesitos e julgadores
As escolas foram avaliadas em dez quesitos.
| Quesitos | Quesitos                     | Julgadores               | Julgadores         |
| -------- | ---------------------------- | ------------------------ | ------------------ |
|          | Bateria                      | Antônio Espírito Santo   | Antônio Krismas    |
|          | Samba-Enredo                 | José Cruz                | Vanderlei da Cunha |
|          | Harmonia                     | Abraão Valério           | Roberto Delane     |
|          | Evolução                     | Ribamar Coimbra          | Sônia Suely Amaral |
|          | Conjunto                     | Abgail Paschoa           | Roberto Moura      |
|          | Enredo                       | José Maria Nunes Pereira | Renato dos Santos  |
|          | Fantasias                    | Laci Araújo              | Marly Thissen      |
|          | Comissão de Frente           | Amaury Silva             | Ernesto Cecconelli |
|          | Mestre-Sala e Porta-Bandeira | Maria José Carvalho      | Rita Rios          |
|          | Alegorias e Adereços         | Aurélia Zaluar           | Paulo Sobral       |

#### Classificação
Império do Marangá foi o campeão, garantindo seu retorno ao Grupo 2-A, de onde foi rebaixada no ano anterior. Grande Rio e Unidos de Nilópolis também foram promovidas à terceira divisão.
| Legenda: Promovidas ao Grupo 2-A * Sem informação disponível |

| Col. | Escola                        | Enredo                                                           | Carnavalesco(a)                    | Pontos |
| ---- | ----------------------------- | ---------------------------------------------------------------- | ---------------------------------- | ------ |
| 1    | Império do Marangá            | Bom Cabrito não Berra                                            | Armando Martins e Sérgio Kautzmann | 204    |
| 2    | Grande Rio                    | Ui, que Medo. Crenças e Crendices Brasileiras Através dos Tempos | Wivaldo Antunes                    | 198    |
| 3    | Unidos de Nilópolis           | No Salão 86, Lira do Amor                                        | Aroldo Bonifácio                   | 193    |
| 4    | Unidos de Cosmos              | Guerreiro Verde                                                  | *                                  | 192    |
| 5    | Unidos do Uraiti              | O Mundo Mágico das Cores                                         | Célia Cunha Bacelar                | 176    |
| 6    | Mocidade Unida de Jacarepaguá | Negras Raízes                                                    | Gil Ricon                          | 171    |
| 7    | Acadêmicos do Cachambi        | A Lavagem do Bonfim                                              | *                                  | 165    |
| 8    | Sereno de Campo Grande        | Uma Festa para Seis                                              | *                                  | 155    |
| 9    | Unidos da Zona Sul            | Reviver É Acordar, de Cabral à Nova República                    | *                                  | 135    |

## Blocos de empolgação
Os desfiles dos blocos de empolgação foram organizados pela Federação dos Blocos Carnavalescos do Estado do Rio de Janeiro (FBCERJ). A apuração dos resultados foi realizada na quinta-feira, dia 13 de fevereiro de 1986, no Maracanãzinho.

### Grupo A-1
O desfile foi realizado a partir das 18 horas do domingo, dia 9 de fevereiro de 1986, no Boulevard 28 de Setembro, em Vila Isabel.
Classificação
Alegria da Capelinha foi o campeão com nota máxima em todos os quesitos. Os últimos colocados foram rebaixados para o Grupo A-2.
| Legenda: Rebaixados para o Grupo A-2 |

| Col. | Bloco                          | Pontos |
| ---- | ------------------------------ | ------ |
| 1    | Alegria da Capelinha           | 120    |
| 2    | Independente do Morro do Pinto | 116    |
| 3    | Mocidade da Mallet             | 115    |
| 4    | Balanço da Mangueira           | 114    |
| 5    | Pena Vermelha de Madureira     | 112    |
| 6    | Grilo de Bangu                 | 110    |
| 7    | Fala Meu Louro                 | 102    |
| 8    | O Feitiço É Nosso              | 101    |
| 9    | Beco do Sorriso                | 88     |
| 10   | Unidos da Lapa                 | 0      |

### Grupo A-2
O desfile foi realizado a partir das 18 horas do domingo, dia 9 de fevereiro de 1986, na Rua Dias da Cruz, no Méier.
Classificação
Sineta do Engenho Novo foi o campeão, sendo promovido ao Grupo A-1 junto com Caracol de Copacabana e Paz e Harmonia. Os últimos colocados foram rebaixados ao Grupo A-3.
| Legenda: Promovidos ao Grupo A-1 Rebaixados para o Grupo A-3 |

| Col. | Bloco                  | Pontos |
| ---- | ---------------------- | ------ |
| 1    | Sineta do Engenho Novo | 117    |
| 2    | Caracol de Copacabana  | 114    |
| 3    | Paz e Harmonia         | 106    |
| 4    | Razão de Viver         | 101    |
| 5    | Eles que Digam         | 101    |
| 6    | Unidos de Oswaldo Cruz | 98     |
| 7    | Escovão da Riachuelo   | 98     |
| 8    | Nasceu Mais Um         | 93     |
| 9    | Furão de Olaria        | 87     |
| 10   | Temporão de Cordovil   | 85     |

### Grupo A-3
O desfile foi realizado a partir das 18 horas do domingo, dia 9 de fevereiro de 1986, na Rua Domingos Lopes, em Madureira.
Classificação
Mocidade Unida de Marechal Hermes foi o campeão, sendo promovido ao Grupo A-2 junto com Bacanas da Piedade e Magnatas de Engenheiro Pedreira. Os últimos colocados foram rebaixados para o Grupo A-4.
| Legenda: Promovidos ao Grupo A-2 Rebaixados para o Grupo A-4 |

| Col. | Bloco                               |
| ---- | ----------------------------------- |
| 1    | Mocidade Unida de Marechal Hermes   |
| 2    | Bacanas da Piedade                  |
| 3    | Magnatas de Engenheiro Pedreira     |
| 4    | Chuchu Beleza de Irajá              |
| 5    | Xodó de Oswaldo Cruz                |
| 6    | Chega Mais do Caju                  |
| 7    | Unidos da Gregório de Vigário Geral |
| 8    | Unidos da Vacaria                   |
| 9    | Onda Braba de Vista Alegre          |
| 10   | Lelé da Cuca                        |

### Grupo A-4
O desfile foi realizado a partir das 18 horas do domingo, dia 9 de fevereiro de 1986, na Estrada da Água Grande, em Vista Alegre.
Classificação
Unidos de Botafogo foi o campeão, sendo promovido ao Grupo A-3 junto com Tigre de Bonsucesso e Avante de Guadalupe. Nenhum bloco foi rebaixado de grupo.
| Legenda: Promovidos ao Grupo A-3 |

| Col. | Bloco                          |
| ---- | ------------------------------ |
| 1    | Unidos de Botafogo             |
| 2    | Tigre de Bonsucesso            |
| 3    | Avante de Guadalupe            |
| 4    | Caprichosos de Santa Margarida |
| 5    | Sufoco de Olaria               |
| 6    | Urubu Cheiroso                 |
| 7    | Unidos do Coqueiro             |
| 8    | Chamego de Benfica             |
| 9    | Cara de Boi                    |
| 10   | Coração das Meninas            |

### Grupo A-5
O desfile foi realizado a partir das 18 horas do domingo, dia 9 de fevereiro de 1986, na Rua Figueiredo Camargo, em Padre Miguel.
Classificação
Mocidade da Pavuna foi o campeão, sendo promovido ao Grupo A-4 junto com Amendoeira, Caciquinho de Inhoaíba e Pulo da Onça. Nenhum bloco foi rebaixado de grupo.
| Legenda: Promovidos ao Grupo A-4 |

| Col. | Bloco                  |
| ---- | ---------------------- |
| 1    | Mocidade da Pavuna     |
| 2    | Amendoeira             |
| 3    | Caciquinho de Inhoaíba |
| 4    | Pulo da Onça           |
| 5    | Corações Amigos        |
| 6    | Leão de Realengo       |
| 7    | Amores de Padre Miguel |
| 8    | Xavantes do Tingui     |
| 9    | Bafo da Zebra          |
| 10   | Bafo da Cobra          |

## Blocos de enredo
Os desfiles dos blocos de enredo foram organizados pela FBCERJ. A apuração dos resultados foi realizada na quinta-feira, dia 13 de fevereiro de 1986, no Maracanãzinho.

### Grupo 1-A
O desfile foi realizado no Sambódromo da Marquês de Sapucaí entre as 20 horas do sábado, dia 8 de fevereiro de 1986, e as 12 horas do dia seguinte.
| Ordem dos desfiles |
| 1. Filhos de Gandhi (hors concours) 2. Unidos do Jardim Botânico 3. Difícil É o Nome 4. Acadêmicos do Vidigal 5. Unidos da São Brás 6. Alegria de Copacabana 7. Sai Como Pode 8. Boi da Freguesia da Ilha do Governador 9. Flor da Mina do Andaraí 10. Xuxu 11. Unidos do Cabral 12. Canários das Laranjeiras 13. Mocidade de Guararapes 14. Unidos da Vila Kennedy 15. Bloco do China |

Classificação
Alegria de Copacabana foi o campeão.
| Legenda: Desfile dos Campeões Rebaixados para o Grupo 1-B * Sem informação disponível |

| Col. | Bloco                                  | Enredo                                    | Pontos |
| ---- | -------------------------------------- | ----------------------------------------- | ------ |
| 1    | Alegria de Copacabana                  | O Mundo Barroco de Aleijadinho            | 172    |
| 2    | Flor da Mina do Andaraí                | Mário de Andrade Professor do Brasil      | 168    |
| 3    | Canários das Laranjeiras               | Água de Meninos                           | 167    |
| 4    | Boi da Freguesia da Ilha do Governador | A Vinda dos Deuses à Terra do Carnaval    | 165    |
| 5    | Unidos da Vila Kennedy                 | Na Corda Bamba - "O Grande Circo da Vida" | 163    |
| 6    | Bloco do China                         | Cercado Pelos Sete                        | 158    |
| 7    | Difícil É o Nome                       | O Eterno Humorista                        | 156    |
| 8    | Mocidade de Guararapes                 | Deu a Louca na Maloca                     | 152    |
| 9    | Unidos da São Brás                     | Espelho da Ilusão e da Eternidade         | 152    |
| 10   | Sai Como Pode                          | Rendas e Cajus                            | 149    |
| 11   | Xuxu                                   | Hoje Tem Feijoada                         | *      |
| 12   | Unidos do Cabral                       | Sonho Sonhado e Um Brasil Dourado         | *      |
| 13   | Unidos do Jardim Botânico              | A Rainha 'Canor' das Amazonas             | *      |
| 14   | Acadêmicos do Vidigal                  | Ilha dos Amores (Florianópolis)           | *      |

### Grupo 1-B
O desfile foi realizado a partir das 22 horas do sábado, dia 8 de fevereiro de 1986, na Avenida Rio Branco.
Classificação
Unidos do Cantagalo foi o campeão, sendo promovido ao Grupo 1-A junto com Dengo da Menina e Quem Fala de Nós não Sabe o que Diz.
| Legenda: Promovidos ao Grupo 1-A Rebaixados para o Grupo 2-A * Sem informação disponível |

| Col. | Bloco                               | Enredo                                | Pontos |
| ---- | ----------------------------------- | ------------------------------------- | ------ |
| 1    | Unidos do Cantagalo                 | Calanga, "O Chico Rei"                | 185    |
| 2    | Dengo da Menina                     | *                                     | 177    |
| 3    | Quem Fala de Nós não Sabe o que Diz | Que Tal! Vamos Lembrar Carmen Miranda | 173    |
| 4    | Mataram Meu Gato                    | Sapucaí, Me Aguarde                   | 170    |
| 5    | Boêmios de Inhaúma                  | Rio, Carnaval e Samba                 | 169    |
| 6    | Unidos de São Cristóvão             | Duro, Contente e Feliz                | 167    |
| 7    | Custou mas Saiu                     | Força da Vida                         | 165    |
| 8    | Unidos da Villa Rica                | Arte Negra na Cultura Brasileira      | 161    |
| 9    | Dragões de Nilópolis                | Carnaval e Alegria                    | 158    |
| 10   | Embaixadores da Paulo Ramos         | Criança, Seu Nome É Pureza            | 151    |
| 11   | Mocidade de Vicente de Carvalho     | Roda, Gira e Rodopia                  | *      |
| 12   | Acadêmicos da Abolição              | Brasil Comunicação                    | *      |
| 13   | Bafo do Leão                        | Lendas e Mistérios da Meia-Noite      | *      |
| 14   | Embalo do Catete                    | Yemanjá, a Grande Deusa               | *      |

### Grupo 2-A
O desfile foi realizado a partir das 22 horas do sábado, dia 8 de fevereiro de 1986, no Boulevard 28 de Setembro.
Classificação
Império da Gávea foi o campeão, sendo promovido ao Grupo 1-B junto com Mocidade de São Matheus, Gavião de Braz de Pina e Coroado de Jacarepaguá.
| Legenda: Promovidos ao Grupo 1-B Rebaixados para o Grupo 2-B * Sem informação disponível |

| Col. | Bloco                            | Enredo                                      | Pontos |
| ---- | -------------------------------- | ------------------------------------------- | ------ |
| 1    | Império da Gávea                 | *                                           | 94     |
| 2    | Mocidade de São Matheus          | *                                           | 88     |
| 3    | Gavião de Braz de Pina           | *                                           | 84     |
| 4    | Coroado de Jacarepaguá           | *                                           | 83     |
| 5    | Corações Unidos de Bonsucesso    | *                                           | 82     |
| 6    | Turma da Chupeta                 | Leci Brandão, "A Luta Pela Arte Brasileira" | 81     |
| 7    | Dragão de Camará                 | Vila Isabel. Berço do Samba                 | 80     |
| 8    | Embalo do Morro do Urubu         | *                                           | 80     |
| 9    | Mocidade Independente de Inhaúma | *                                           | 78     |
| 10   | Boêmios do Andaraí               | *                                           | 78     |
| 11   | Imperial de Lucas                | Mestre Silas Ausente                        | *      |
| 12   | Bloco do Barriga                 | Montou Muído do Kitôko (Negro Sensacional)  | *      |
| 13   | Mocidade do Lins                 | *                                           | *      |
| 14   | Império do Gramacho              | *                                           | *      |

### Grupo 2-B
O desfile foi realizado a partir das 22 horas do sábado, dia 8 de fevereiro de 1986, na Rua Dias da Cruz.
Classificação
Corações Unidos da Vila Laíz foi o campeão, sendo promovido ao Grupo 1-B.
| Legenda: Promovido ao Grupo 1-B Promovidos ao Grupo 2-A Rebaixados para o Grupo 3-A * Sem informação disponível |

| Col. | Bloco                        | Enredo                                      | Pontos |
| ---- | ---------------------------- | ------------------------------------------- | ------ |
| 1    | Corações Unidos da Vila Laíz | *                                           | 89     |
| 2    | Unidos da Galeria            | *                                           | 87     |
| 3    | Boêmios da Vila Aliança      | O Fantástico Reino de Momo                  | 84     |
| 4    | Arame de Ricardo             | Ataulfo Alves não É Acadêmico mas É Imortal | 81     |
| 5    | Namorar Eu Sei               | Festas Tradicionais Brasileiras             | 80     |
| 6    | Império de Botafogo          | Cacau, o Manjar dos Deuses                  | 77     |
| 7    | Força Jovem do Horto         | *                                           | 75     |
| 8    | Coração de Éden              | *                                           | 74     |
| 9    | Cometas do Bispo             | *                                           | 74     |
| 10   | Vem como Pode                | *                                           | 70     |
| 11   | Rosa de Ouro                 | *                                           | *      |
| 12   | Solta o Bicho                | *                                           | *      |
| 13   | Arrastão de São João         | *                                           | *      |
| 14   | Cacareco Unidos do Leblon    | *                                           | *      |

### Grupo 3-A
O desfile foi realizado a partir das 22 horas do sábado, dia 8 de fevereiro de 1986, na Rua Domingos Lopes.
Classificação
Unidos da Pedra de Guaratiba foi o campeão, sendo promovido ao Grupo 2-A.
| Legenda: Promovido ao Grupo 2-A Promovidos ao Grupo 2-B Rebaixados para o Grupo 3-B * Sem informação disponível |

| Col. | Bloco                        | Enredo                                                   | Pontos |
| ---- | ---------------------------- | -------------------------------------------------------- | ------ |
| 1    | Unidos da Pedra de Guaratiba | Samba, Alegria, Amor e Fantasia                          | 90     |
| 2    | Samba como Pode              | Mano Décio da Viola, o Imperador                         | 86     |
| 3    | Boca na Garrafa              | Coisas do Arco da Velha                                  | 78     |
| 4    | Passa a Régua de Bangu       | O Mundo Encantado da Alegria, Fantástico Mundo da Ilusão | 72     |
| 5    | Aventureiros do Leme         | Carnaval do Multirão                                     | 72     |
| 6    | Nosso Sonho                  | Sabendo Usar não Vai Faltar                              | 71     |
| 7    | Lambe Copo                   | Astrologia, Mística ou Verdade                           | 70     |
| 8    | Sangue Jovem                 | Maranhão, Seu Folclore e Sua Gente                       | 70     |
| 9    | Unidos do Rio Comprido       | Dona Zica, a Rosa Mais Bela do Verde                     | 68     |
| 10   | Baixada do Sapo              | O Doce Mundo Infantil                                    | 68     |
| 11   | Deixa Comigo                 | Meu Rio Amanheceu Cantando                               | *      |
| 12   | Unidos do Parque Felicidade  | O Reino de Um Rei Negro                                  | *      |
| 13   | Novo Horizonte               | Sonho Infantil                                           | *      |
| 14   | Caprichosos de Bento Ribeiro | Antigos Carnavais                                        | *      |

### Grupo 3-B
O desfile foi realizado a partir das 22 horas do sábado, dia 8 de fevereiro de 1986, na Estrada da Água Grande.
Classificação
Cem de Nilópolis foi o campeão, sendo promovido ao Grupo 2-B.
| Legenda: Promovido ao Grupo 2-B Promovidos ao Grupo 3-A Rebaixados para o Grupo 4 * Sem informação disponível |

| Col. | Bloco                       | Enredo                                  | Pontos |
| ---- | --------------------------- | --------------------------------------- | ------ |
| 1    | Cem de Nilópolis            | *                                       | 90     |
| 2    | Globo de Ouro               | *                                       | 89     |
| 3    | Unidos da Laureano          | *                                       | 88     |
| 4    | Garrafal                    | Brincar e Sonhar                        | 86     |
| 5    | Chamego de Turiaçu          | *                                       | 81     |
| 6    | Roda Quem Pode              | Parece Que Foi Hoje                     | 80     |
| 7    | Unidos da Curtição          | *                                       | 79     |
| 8    | Mocidade de Rocha Miranda   | Beleza Tropical                         | 79     |
| 9    | Amizade da Água Branca      | *                                       | 79     |
| 10   | Acadêmicos dos Prazeres     | Labareda Tropical no Paraíso da Loucura | 77     |
| 11   | Rouxinol do Grotão da Penha | *                                       | *      |
| 12   | Dilema da Vila de Ramos     | *                                       | *      |

### Grupo 4
O desfile foi realizado a partir das 19 horas do sábado, dia 8 de fevereiro de 1986, na Avenida Nova York, em Bonsucesso.
Classificação
Unidos da Fronteira foi o campeão, sendo promovido ao Grupo 3-A.
| Legenda: Promovido ao Grupo 3-A Promovidos ao Grupo 3-B Rebaixados para o Grupo 5 |

| Col. | Bloco                           | Enredo                                |
| ---- | ------------------------------- | ------------------------------------- |
| 1    | Unidos da Fronteira             | *                                     |
| 2    | União da Vila                   | Obrigado, Princesa Isabel             |
| 3    | Unidos de Antares               | Folia Colorida                        |
| 4    | Azul e Branco                   | Os Quindins de Iaiá                   |
| 5    | Unidos do Anil                  | *                                     |
| 6    | Mocidade Peteca da Paraná       | *                                     |
| 7    | Surpresa de Realengo            | Rio de Janeiro, Cidade que É Um Poema |
| 8    | Paraíso da Alvorada             | Mulheres Guerreiras                   |
| 9    | Inocentes do Jardim Metrópoles  | A Força e o Poder                     |
| 10   | Três Unidos do Lote XV          | *                                     |
| 11   | Infantes da Piedade             | Palmares, Quilombo de Zumbi           |
| 12   | Mocidade Unida do Estácio de Sá | *                                     |
| 13   | Acadêmicos de Bento Ribeiro     | *                                     |
| 14   | Baba do Quiabo                  | *                                     |

### Grupo 5
O desfile foi realizado a partir das 19 horas do sábado, dia 8 de fevereiro de 1986, na Avenida Nelson Cardoso, na Taquara.
Classificação
Unidos da Rocinha foi o campeão, sendo promovido ao Grupo 3-B.
| Legenda: Promovido ao Grupo 3-B Promovidos ao Grupo 4 Rebaixados para o Grupo 6 |

| Col. | Bloco                              | Enredo                             |
| ---- | ---------------------------------- | ---------------------------------- |
| 1    | Unidos da Rocinha                  | Um Domingo de Verão em São Conrado |
| 2    | Sovaco de Minhoca                  | *                                  |
| 3    | Mimo de Acari                      | *                                  |
| 4    | Mocidade de Camará                 | Sonho e Fantasia                   |
| 5    | Imperatriz Iguaçuana               | Vamos Cair na Folia                |
| 6    | Unidos de Edson Passos             | Bahia nos Seus Cantos e Encantos   |
| 7    | Sai Quem Quer                      | O Estado Negro                     |
| 8    | Estrela do Bairro Magali           | *                                  |
| 9    | Mocidade de Santa Margarida        | Piadas e Anedotas                  |
| 10   | Diplomatas de Anchieta             | *                                  |
| 11   | Carinhoso da Penha Circular        | *                                  |
| 12   | Os Brasinhas                       | *                                  |
| 13   | Xodó das Meninas do Jardim América | Desde Cabral ao Presidente         |
| 14   | Luar de Prata                      | *                                  |

### Grupo 6
O desfile foi realizado a partir das 19 horas do sábado, dia 8 de fevereiro de 1986, na Estrada Henrique de Melo, em Oswaldo Cruz.
Classificação
União da Ilha de Guaratiba foi o campeão, sendo promovido ao Grupo 4.
| Legenda: Promovido ao Grupo 4 Promovidos ao Grupo 5 Rebaixados para o Grupo 7 |

| Col. | Bloco                       |
| ---- | --------------------------- |
| 1    | União da Ilha de Guaratiba  |
| 2    | Gaviões de Jacarepaguá      |
| 3    | Pomba Rolou da Boca do Mato |
| 4    | Unidos do Gramacho          |
| 5    | Embalo de Campo Grande      |
| 6    | Balanço do Jardim Palmares  |
| 7    | União da Vila Realengo      |
| 8    | Coroado de Santa Cruz       |
| 9    | Flor da Vila Tiradentes     |
| 10   | Anjo da Guarda              |
| 11   | Unidos da Pereira da Silva  |
| 12   | Suco de Camarão             |

### Grupo 7
O desfile foi realizado a partir da noite da segunda-feira, dia 10 de fevereiro de 1986, na Rua Mercúrio, na Pavuna.
Classificação
Unidos da Vila Jardim foi o campeão, sendo promovido ao Grupo 5. Os últimos colocados foram rebaixados para o Grupo 8.
| Legenda: Promovido ao Grupo 5 Promovidos ao Grupo 6 Rebaixados para o Grupo 8 |

| Col. | Bloco                       |
| ---- | --------------------------- |
| 1    | Unidos da Vila Jardim       |
| 2    | Pavão da Vila Rosário       |
| 3    | Independente de Jacarepaguá |
| 4    | Mocidade                    |
| 5    | Batutas de Cordovil         |
| 6    | Estrela de Madureira        |
| 7    | Unidos do Bairro Central    |
| 8    | Dragão de Irajá             |
| 9    | Unidos da Vila São Luiz     |
| 10   | Unidos da Roquete Pinto     |
| 11   | Bole-Bole                   |
| 12   | Acadêmicos de São Jorge     |
| 13   | Sentinela de Pilares        |
| 14   | Gavião da Baixada           |

### Grupo 8
O desfile foi realizado a partir da noite da segunda-feira, dia 10 de fevereiro de 1986, na Rua Figueiredo Camargo.
Classificação
Alegria das Crianças foi o campeão, sendo promovido ao Grupo 6. Todos os demais blocos foram promovidos ao Grupo 7.
| Legenda: Promovido ao Grupo 6 Promovidos ao Grupo 7 |

| Col. | Bloco                             |
| ---- | --------------------------------- |
| 1    | Alegria das Crianças              |
| 2    | Azevedo Unida                     |
| 3    | Tubarão                           |
| 4    | Suspiro do Bairro da Praça Seca   |
| 5    | Independente da Praça da Bandeira |
| 6    | Unidos da São Nicolau             |
| 7    | Glorioso de Marechal Hermes       |
| 8    | Hora Certa                        |
| 9    | Universitários de Santa Cruz      |

## Coretos
O coreto da Rua Coronel Tamarindo venceu a disputa.
| Col. | Coreto                                        | Pontos | Premiação     |
| ---- | --------------------------------------------- | ------ | ------------- |
| 1    | Rua Coronel Tamarindo (Guilherme da Silveira) | 289    | Cr$ 8 milhões |
| 2    | Largo da Freguesia (Jacarepaguá)              | 260    | Cr$ 4 milhões |
| 2    | Rua Nossa Senhora das Graças (Ramos)          | 260    | Cr$ 4 milhões |
| 3    | Rua Figueiredo Camargo (Padre Miguel)         | 253    | -             |
| 4    | Rua Cônego de Vasconcelos (Bangu)             | 225    | -             |
| 5    | Rua Marechal Modestino (Realengo)             | 185    |               |
| 6    | Largo da Taquara (Jacarepaguá)                | 104    | -             |
| 6    | Rua Monsenhor Félix (Irajá)                   | 104    | -             |
| 7    | Largo do Ludgero (Jabour)                     | 100    | -             |

## Frevos carnavalescos
O desfile foi realizado a partir das 18 horas do sábado, dia 8 de fevereiro de 1986, na Avenida Rio Branco. Bola de Ouro foi o campeão.
| Col. | Frevo                         | Pontos |
| ---- | ----------------------------- | ------ |
| 1    | Bola de Ouro                  | 62     |
| 2    | Lenhadores                    | 59     |
| 3    | Misto Toureiros               | 53     |
| 4    | Prato Misterioso              | 48     |
| 5    | Pás Douradas                  | 47     |
| 6    | Gavião do Mar                 | 47     |
| 7    | Batutas da Cidade Maravilhosa | 44     |
| 8    | Vassourinhas                  | 36     |

## Ranchos carnavalescos

### Grupo 1-A
O desfile foi realizado a partir das 20 horas e 30 minutos da terça-feira, dia 11 de fevereiro de 1986, na Avenida Rio Branco. O rancho Aliados de Quintino foi campeão desfilando o enredo "Pintando o Sete", do carnavalesco Geraldo Braga. O rancho desfilou com 300 componentes, 5 carros alegóricos e 7 alas. Vice-campeão, o Decididos de Quintino desfilou com o enredo "Primavera", do carnavalesco Luís.
| Col. | Rancho                   | Pontos |
| ---- | ------------------------ | ------ |
| 1    | Aliados de Quintino      | 93     |
| 2    | Decididos de Quintino    | 81     |
| 3    | Lira de Vila Isabel      | 79     |
| 4    | Foliões de Jacarepaguá   | 77     |
| 5    | União dos Caçadores      | 76     |
| 6    | Paz e Amor de Comboatá   | 74     |
| 7    | Império de São Cristóvão | 68     |

### Grupo 1-B
O desfile foi realizado a partir das 20 horas da segunda-feira, dia 10 de fevereiro de 1986, na Avenida 28 de Setembro. Azulões da Torre foi o vencedor.
| Col. | Rancho                  | Pontos |
| ---- | ----------------------- | ------ |
| 1    | Azulões da Torre        | 99     |
| 2    | Flor de Manacá          | 88     |
| 3    | Recreio da Saúde        | 83     |
| 4    | Rosa de Ouro            | 70     |
| 5    | Unidos do Cunha         | 51     |
| 6    | Flor Amorosa de Ipanema | 30     |
| 7    | Belas Artes             | 10     |

## Sociedades carnavalescas
O desfile das grandes sociedades foi realizado a partir das 21 horas da sexta-feira, dia 7 de fevereiro de 1986, na Avenida Rio Branco. Diplomatas da Tiradentes foi o campeão. O Clube dos Cariocas não desfilou.
| Col. | Sociedade                | Pontos |
| ---- | ------------------------ | ------ |
| 1    | Diplomatas da Tiradentes | 55     |
| 2    | Clube dos Independentes  | 53     |
| 3    | Tenentes do Diabo        | 50     |
| 4    | Turunas de Monte Alegre  | 46     |
| 5    | Clube dos Fenianos       | 45     |
| 6    | Clube dos Embaixadores   | 45     |
| 7    | Filhos de Ébano          | 43     |
| 8    | Embaixada do Sossego     | 42     |
| 9    | Clube dos Lordes         | 38     |
| 10   | Pierrôs da Caverna       | 35     |

## Desfile dos Campeões
O Desfile dos Campeões foi realizado a partir da noite de sábado, dia 15 de fevereiro de 1986, no Sambódromo da Marquês de Sapucaí. Participaram do desfile as três escolas mais bem classificadas do Grupo 1-A, as escolas campeã e vice-campeã do Grupo 1-B, e os blocos de enredo campeão e vice-campeão do Grupo 1-A.
| Ordem dos desfiles |
| 1. Flor da Mina do Andaraí 2. Alegria de Copacabana 3. São Clemente 4. Unidos do Jacarezinho 5. Império Serrano 6. Beija-Flor 7. Estação Primeira de Mangueira |